# インドネシアへの中古電車輸入をめぐる論争
インドネシアへの中古電車輸入をめぐる論争とは、2023年にクレタ・アピ・インドネシア（KAI）がKAIコミューターを通じて、日本から中古の通勤電車（JR東日本E217系電車）をインドネシアに輸入しようとした際に生じた論争である。

## 背景

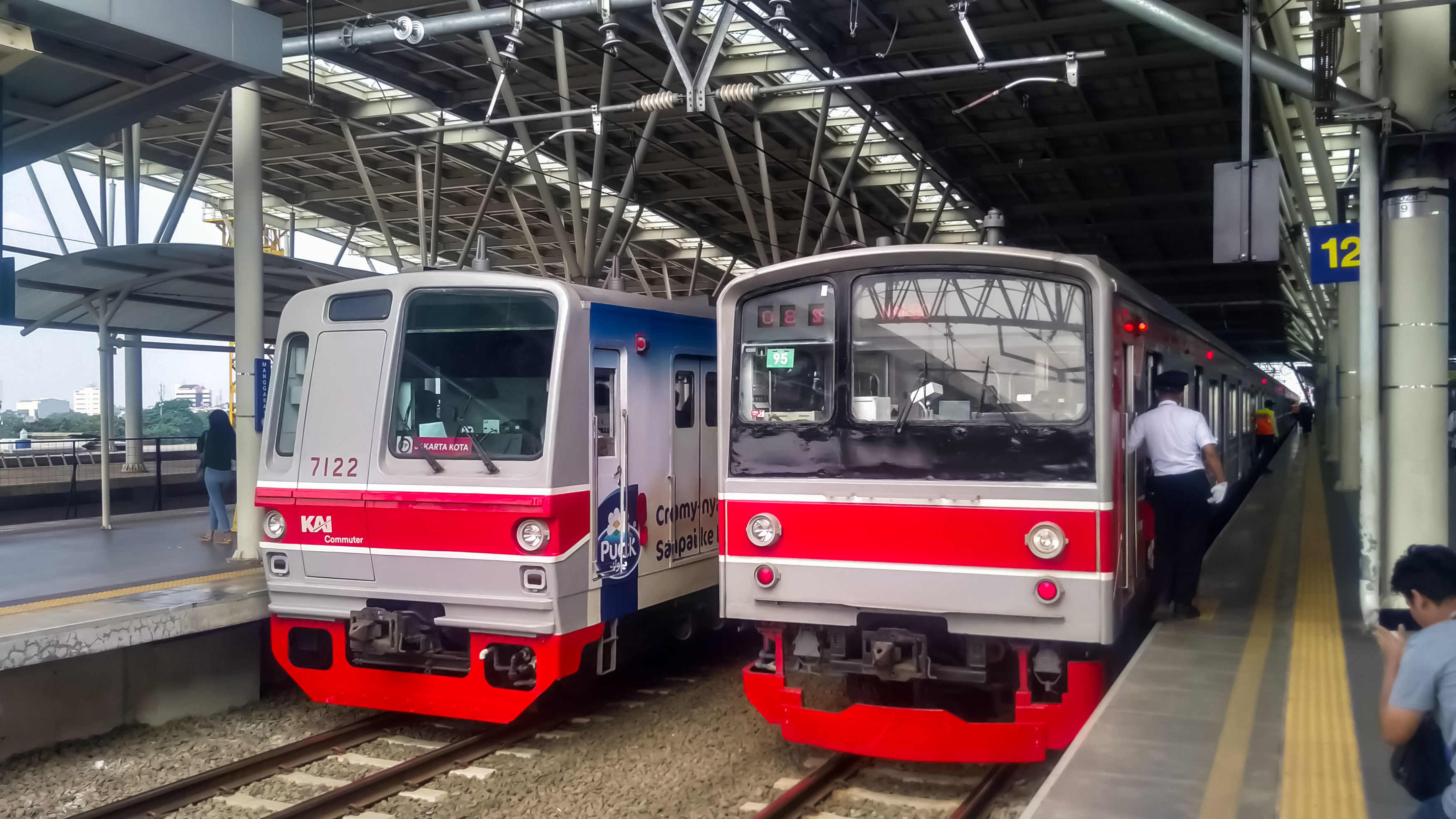
日本から輸入された中古の通勤電車（元東京メトロ7000系と元JR東日本205系）

2000年以来、特に2010年代にKAIはKRLコミューターライン向けに日本から中古の鉄道車両を受け入れてきた。日本の鉄道会社は、環境規制により鉄道車両を日本で廃車にするよりインドネシアに譲渡したほうが費用対効果が高いと判断した。さらに、日本とインドネシアの軌間は1067mmということもあり、日本の中古電車をインドネシアに容易に転用できた。
貿易統計によれば1両当たり約1,000万円未満の価格で1000両以上の日本の中古電車がインドネシアへ譲渡された。KAIは、中古電車10編成（100両）を日本から輸入すると1,500億ルピア（約15億円）、一方でINKAで160両を現地製造すると4兆ルピア（約400億円）かかると発表していた。東京メトロ6000系をはじめとする日本の中古電車は概ね状態がよく、エアコンも備え付けられていたことからKAIと乗客は歓迎していた。INKAには急拡大する需要に見合っただけの鉄道車両を生産する能力がなかったため、当時KAIのCEOであったイグナシウス・ジョナンは日本の中古電車を輸入することを選択した。

## 2023年の輸入計画

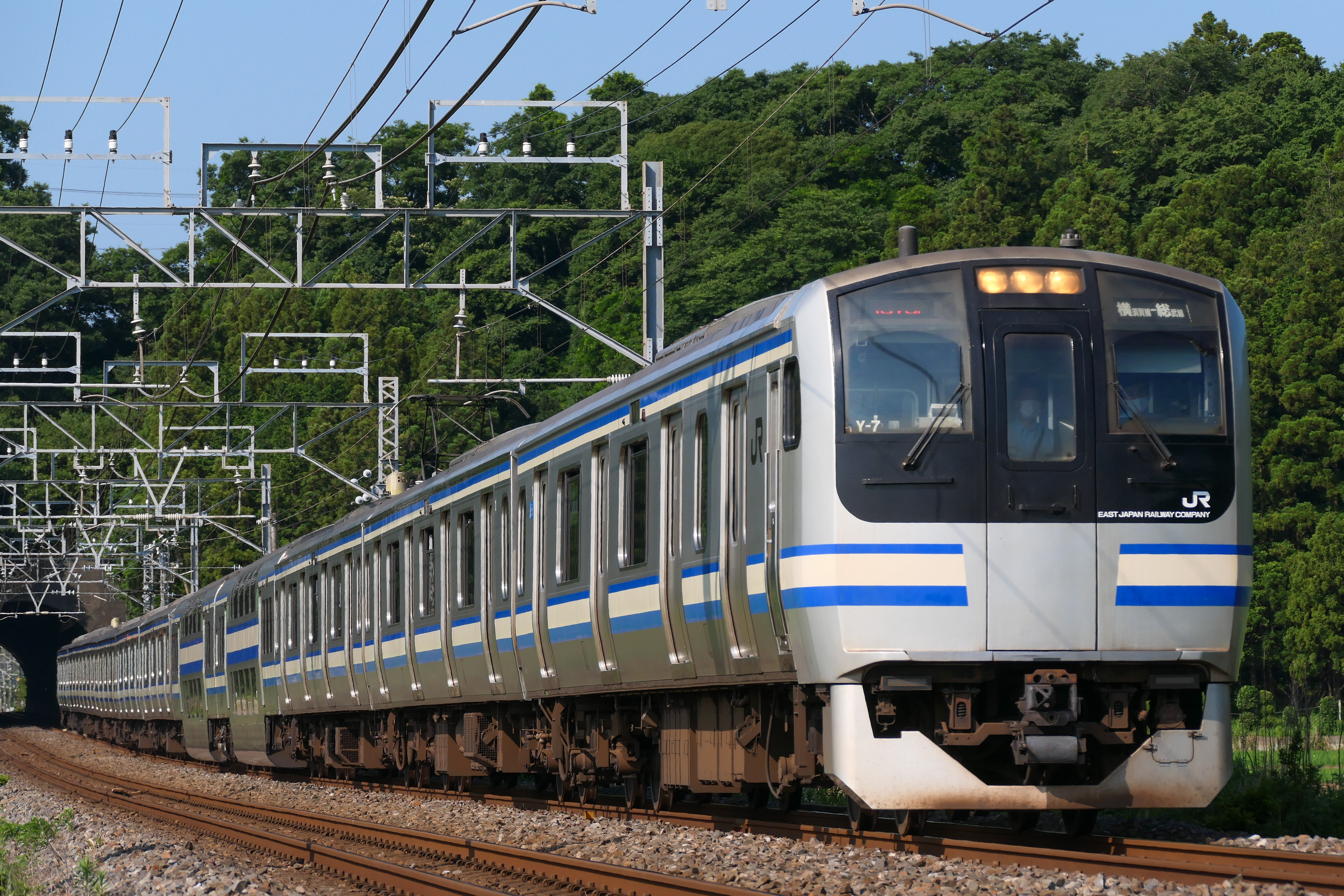
E217系電車

2022年9月、KAIコミューターはE217系の輸入許可を申請した。E217系の導入により、老朽化した車両を引退させ、旅客定員を増やす計画であった。しかし、2023年に工業省は「インダストリ・クレタ・アピ（INKA）で必要な電車を製造する能力がある」と主張し、申請を却下した。一方で、INKAは「ジャボデベックLRTとトランス・スラウェシ鉄道からの受注で手一杯であり、生産に時間がかかる」と述べた。
これを受けて、財政開発統制庁（BPKP）は調査を実施し、KAIに中古電車を輸入しないよう勧告した。代替案として廃車予定だった29編成の更新工事をするよう提案した。BPKPは、ピーク時の混雑率の高さを認めつつ、KAIコミューターにおける全体的な乗車率を考慮すると車両数は足りていると判断した。また、2023年の乗客数が2019年の乗客数を下回るとも指摘した。海洋・投資調整府もこの勧告を支持し、中古電車の輸入に反対した。
2023年6月、ルフット・ビンサル・パンジャイタン海洋・投資調整大臣は中古電車の代わりに日本製の新型電車を3編成輸入すると発表した（後に中国製に変更）。ルフットはこの決定について、20年以上前の資本財の輸入を禁止するといったいくつかの省庁規制に違反しないようにするためと述べた。エリック・トヒル国営企業大臣は、コミューターラインの乗客数がKAIの予測を上回ったため、短期的な需要を満たすための措置であると述べた。
KAIはまた、新型電車16編成をINKAから購入する契約を締結し、2025年から2026年までに納入するとした。
2025年、中国中車青島四方機車車輛（CRRC）で製造されたEA206系がインドネシアに輸入された。

## 反応
国民議会の議員であるアンドレ・ロシアデ（グリンドラ党）は当初輸入計画に反対していたものの、通勤ラッシュ時間帯のコミューターラインを利用した後は賛成派に転じた。一方、同じく国民議会の議員であるエヴィータ・ヌルサンティ（闘争民主党）は中古電車の輸入の緊急性を疑問視した。